# Hemsloh
Hemsloh község Németországban, Alsó-Szászországban, a Diepholzi járásban. Lakosainak száma 552 fő (2023. december 31.).